# Landsberger Allee
Landsberger Allee är en gata i Berlin som går genom stadsdelsområden Friedrichshain-Kreuzberg, Pankow, Lichtenberg och Marzahn-Hellersdorf. Den är med sina 11 kilometer en av Berlins längsta gator och en viktig trafikled i östra Berlin. Namnet kommer från staden Altlandsberg i närheten av Berlin och delar av gatan hette tidigare Landsberger Chaussee. 1950-1992 hade gatan namnet Leninallee. 